# Josephine Turpin Washington
Josephine Turpin Washington (31 juillet 1861 - 17 mars 1949) est une écrivaine et enseignante américaine. Afro-américaine, elle fut éducatrice, auteure d'articles pour des magazines et des journaux portant sur des aspects du racisme aux États-Unis. Elle est une arrière-petite-fille de Mary Jefferson Turpin, une tante paternelle de Thomas Jefferson (président des États-Unis entre 1801 et 1809).

## Biographie

### Famille
Josephine Turpin naît le 31 juillet 1861 dans le comté de Goochland, en Virginie ; elle est la fille d'Augustus A. Turpin et de Maria V. Crump. Son père est le fils d'une ancienne esclave africaine nommée Mary et d'Edwin Durock Turpin (1783–1868), petit-fils de Mary Jefferson Turpin et arrière-grand-père d'Odette Harper Hines. Dans son livre de 1995, All is Never Said: The Narrative of Odette Harper Hines (écrit avec Judith Rollins), Hines révèle qu'Edwin Durock Turpin est tombé amoureux de Mary peu de temps après qu'elle est arrivée à Baton Rouge, en Louisiane, à bord d'un bateau négrier, et qu'elle est devenue sa propriété. Quelque temps plus tard, il a franchi un pas très inhabituel pour l'époque et l'a épousée. Selon Hines, son arrière-grand-père a veillé à ce que leurs enfants reçoivent une éducation et a également rompu avec la pratique courante en permettant à ses esclaves d'apprendre la lecture, l'écriture et le calcul de base,.

### Jeunesse, formation et début de sa carrière d'enseignante

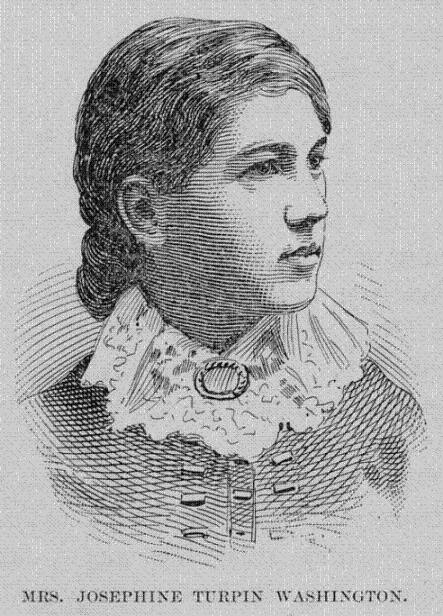
Josephine Turpin Washington. Portrait conservé à la Bibliothèque publique de New York.

Josephine Turpin a d'abord fait ses études à domicile et plus tard dans des écoles publiques, probablement à Goochland. Après l'emménagement de sa famille à Richmond, en Virginie, elle obtient jeune ses diplômes de l'école publique et est diplômée de l'école supérieure et de l'école normale en 1876. Elle rejoint ensuite l'Institut Richmond, plus tard connu sous le nom de Richmond Theological Seminary (Séminaire théologique de Richmond), où elle enseigne pendant trois ans et suit également des cours ; elle le quittera sans en être diplômée en raison d'une superposition entre ses cours et les examens. Elle fait partie de la promotion de 1886 à l'Université Howard — dans laquelle elle est entrée à l'automne 1883 — où, pendant les vacances d'été, elle travaille pour Frederick Douglass, alors enregistreur des actes pour le district de Columbia. Après l'obtention de son diplôme, elle enseigne les mathématiques à l'Université Howard jusqu'à son mariage en 1888 avec le docteur Samuel Somerville Hawkins Washington ; le couple s'installe alors à Birmingham (ou Mobile), en Alabama.

### Enseignante
Au cours de sa carrière d'enseignante, Josephine Turpin Washington a fait partie des facultés de l'Université de Selma (à Selma, en Alabama) ; de l'Institut Tuskegee — où son mari a occupé le poste de médecin scolaire — ; de l'Université d'État de l'Alabama ; et de l'Université de Wilberforce. Elle a pris sa retraite en 1934 après vingt ans en tant que doyenne des étudiantes à l'Université de Wilberforce.

### Décès
Josephine Turpin Washington est décédée en 1949, à l'âge de quatre-vingt-sept ans, au domicile de sa fille à Cleveland, en Ohio.

## Œuvre
L’œuvre littéraire de Josephine Turpin Washington est variée ; elle a écrit des poèmes, a écrit sur différents sujets tels que des questions religieuses, raciales, touchant aux femmes, y compris des articles concernant l'égalité et en faveur des droits des femmes noires.
Le premier article imprimé de Josephine Turpin Washington est « A Talk about Church Fairs » (Une discussion à propos des foires des églises), paru dans le journal Virginia Star alors qu'elle était encore adolescente (en 1877). Dans l'article, elle remet en question la vente de vin lors des événements de collecte de fonds de l'église. Elle a par ailleurs écrit des essais tels que Higher Education for Women (Une meilleure éducation pour les femmes), paru dans le People's Advocate (en 1884) ; et les introductions des ouvrages Women of distinction: remarkable in works and invincible in character,, (1893) de Lawson A. Scruggs et Homespun Heroines and Other Women of Distinction (1926) de Hallie Quinn Brown. Elle s'est intéressée aux problèmes concernant les Afro-Américains, y compris les opportunités d'emploi et d'éducation, l'éducation des enfants, et les défis menaçant le lien entre femmes et hommes. Josephine Turpin Washington a aussi défendu la « femme progressiste » qui aspirait à la fois à une carrière professionnelle réussie et à une vie domestique. En tant que présidente du conseil d'administration de la Fédération de l'État d'Alabama des clubs de femmes de couleur (Alabama State Federation of Colored Women's Clubs), elle a écrit l'hymne de la fédération : Mother Alabama. Au cours de sa vie, elle a proposé de nombreux articles dans des publications telles que le Christian Recorder, le New York Freeman, l'AME Review, The Colored American Magazine et le New York Globe,.
Ces articles et d'autres sont rassemblés dans l'édition de Rita Dandridge de The Collected Essays of Josephine J.Turpin Washington: A Black Reformer in the Post-Reconstruction South (University of Virginia Press, 2019).